# Rovajärvi (Gällivare socken, Lappland, 743748-172185)
Rovajärvi är en sjö i Gällivare kommun i Lappland och ingår i Råneälvens huvudavrinningsområde. Sjön har en area på 0,0644 kvadratkilometer och ligger 436,1 meter över havet.

## Delavrinningsområde
Rovajärvi ingår i det delavrinningsområde (742748-172821) som SMHI kallar för Ovan Peuraoja. Medelhöjden är 412 meter över havet och ytan är 64,82 kvadratkilometer. Det finns inga avrinningsområden uppströms utan avrinningsområdet är högsta punkten. Saimujoki som avvattnar avrinningsområdet har biflödesordning 3, vilket innebär att vattnet flödar genom totalt 3 vattendrag innan det når havet efter 178 kilometer. Avrinningsområdet består mestadels av skog (62 procent) och sankmarker (35 procent). Avrinningsområdet har 1,16 kvadratkilometer vattenytor vilket ger det en sjöprocent på 1,8 procent.